# Berry Is on Top
Berry Is on Top treći je studijski album rock and roll pionira Chucka Berryja. Album je objavljen u srpnju 1959. godine, a objavila ga je diskografska kuća Chess Records. S iznimkom jedne skladbe, "Blues for Hawaiians," sve pjesme objavljene su kao singlovi na ploči, neke od kojih su bile B-strane zbog čega su se našle na ljestvicama dva puta. 
U recenziji za AllMusic, Cub Koda opisao je album kao "skoro najbolji greatest hits album koji to nije" i kao savršeno realiziranu kolekciju Berryjeve karijere. Album je 2008. godine ponovno objavljen.

## Popis pjesama
Tekstovi i glazba: Chuck Berry. 
| 1. | »Almost Grown«               | 2:21 |
| 2. | »Carol«                      | 2:48 |
| 3. | »Maybellene«                 | 2:23 |
| 4. | »Sweet Little Rock & Roller« | 2:22 |
| 5. | »Anthony Boy«                | 1:54 |
| 6. | »Johnny B. Goode«            | 2:41 |

| Strana B | Strana B              | Strana B | Strana B | Strana B | Strana B | Strana B | Strana B | Strana B | Strana B |
| Br.      | Skladba               | Trajanje |          |          |          |          |          |          |          |
| -------- | --------------------- | -------- | -------- | -------- | -------- | -------- | -------- | -------- | -------- |
| 1.       | »Little Queenie«      | 2:43     |          |          |          |          |          |          |          |
| 2.       | »Jo Jo Gunne«         | 2:47     |          |          |          |          |          |          |          |
| 3.       | »Roll Over Beethoven« | 2:24     |          |          |          |          |          |          |          |
| 4.       | »Around and Around«   | 2:42     |          |          |          |          |          |          |          |
| 5.       | »Hey Pedro«           | 1:57     |          |          |          |          |          |          |          |
| 6.       | »Blues for Hawaiians« | 3:23     |          |          |          |          |          |          |          |
| 29:26    |                       |          |          |          |          |          |          |          |          |

## Zasluge
- Chuck Berry – vokali, gitara
- Bo Diddley – gitara
- Johnnie Johnson – glasovir
- Lafayette Leake – glasovir
- Willie Dixon – kontrabas
- George Smith – bas-gitara
- Fred Below – bubnjevi
- Ebbie Hardy – bubnjevi
- Jaspar Thomas – bubnjevi
- Jerome Green – maraca
- The Moonglows – prateći vokali